# 第二伊勢道路

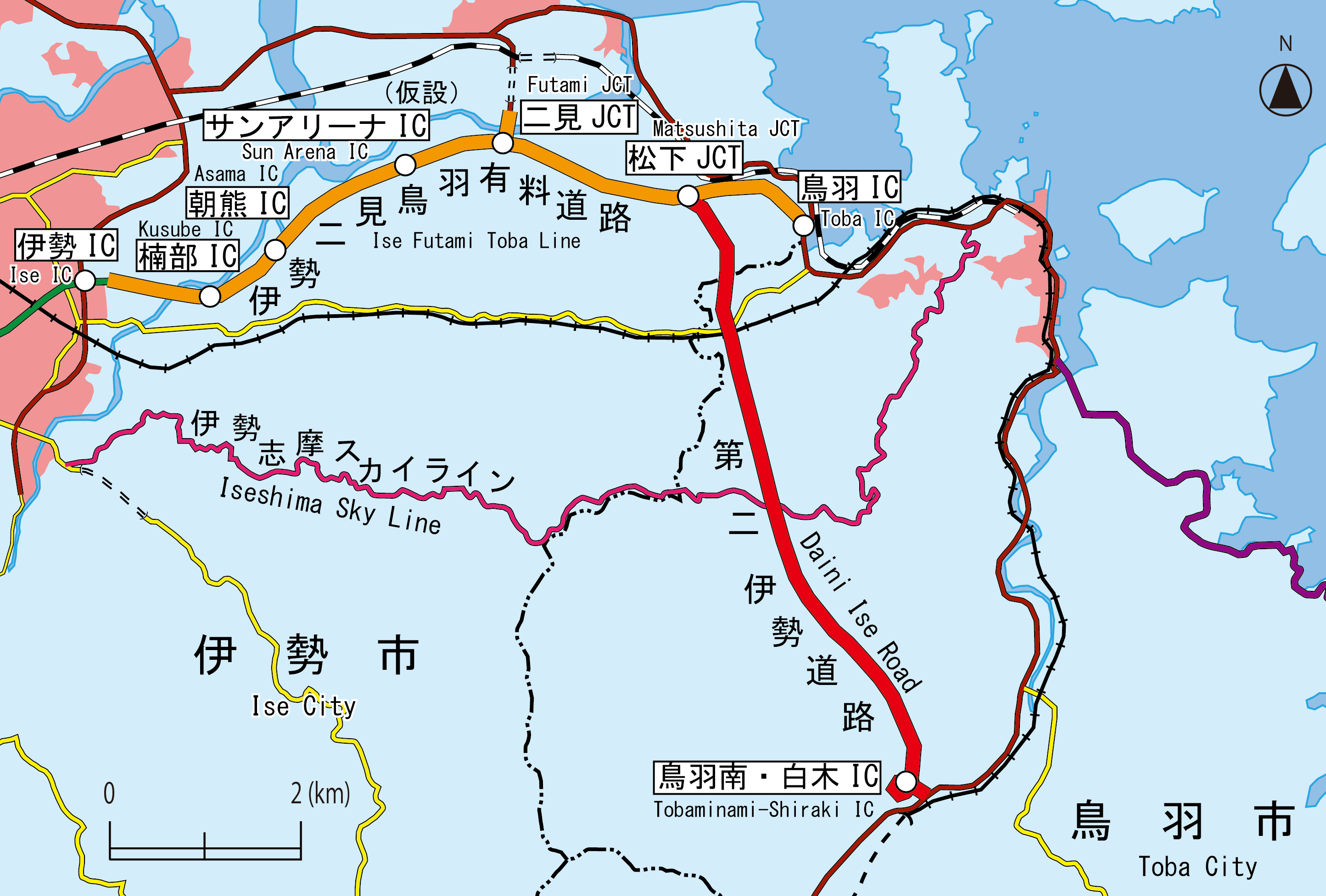
地図

第二伊勢道路（だいにいせどうろ）は、三重県鳥羽市白木町から同県伊勢市二見町松下に至る、総延長7.6 kmの国道167号バイパスである。地域高規格道路「伊勢志摩連絡道路」の一部である。自動車専用道路ではないが自動車専用道路とほぼ同等の通行規制がなされている。2013年（平成25年）9月14日に、伊勢神宮式年遷宮に間に合わせる形で暫定2車線で開通した。松下JCTで伊勢二見鳥羽ラインに接続している。
これに対し、三重県道32号伊勢磯部線（の一部）が伊勢道路・第一伊勢道路と呼ばれる。

## 概要
- 起点 : 三重県鳥羽市白木町[3]
- 終点 : 三重県伊勢市二見町松下[3]
- 総延長 : 7.60km（鳥羽市6.06k m、伊勢市1.54k m）[4]
- 規格 : 第1種第3級（完成4車線）、第3種第2級（暫定2車線）[4]
- 設計速度 : 80 km/h（完成4車線）、60 km/h（暫定2車線）[4]
- 事業費 : 315億円（1996年より事業開始）[3]

## インターチェンジなど
- IC番号欄の背景色が■の区間は開通済み区間。

| IC番号 | 施設名         | 接続路線名         | 起点から (km) | 備考  | 所在地 |
| ------ | -------------- | ------------------ | ------------- | ----- | ------ |
|        | 鳥羽南・白木IC | 国道167号現道      | 0.0           | [ 2 ] | 鳥羽市 |
|        | 松下JCT        | 伊勢二見鳥羽ライン | 7.6           |       | 伊勢市 |

## 主なトンネルと橋
| 構造物名         | 長さ    | 所在地 | 備考 |
| 鳥羽河内トンネル | 3.26 km | 鳥羽市 |      |